# Rohrsee (Kochel am See)
Der Rohrsee ist ein mineralischer Kleinsee in den Loisach-Kochelsee-Mooren, der zur Gemeinde Kochel am See gehört. Er wird oberflächlich lediglich über einige kleinere Gräben gespeist und hat keine oberirdischen Abflüsse. Die freie Wasserfläche ist ca. 100 m breit.
Er ist von einem breiten Schilfgürtel umschlossen, der den unmittelbaren Zugang zur Wasserfläche verhindert.
Weitere Kleinseen in den Loisach-Kochelsee-Mooren sind Eichsee, Höllsee, Fichtsee, Rettensee und Karpfsee.